# Detrowitrynit
Detrowitrynit to właściwie maceralna podgrupa detrowitrynitu utworzona z detrytusu humusowego.
Macerały tej podgrupy mają barwę ciemniejszą w porównaniu z kolotelinitem. Refleksyjność o 0,05% niższą, fluorescencja silniejsza w porównaniu z kolotelinitem. Wyróżnia się:
- Witrodetrynit – tworzy drobne nieregularne ziarna, które mogą występować samodzielnie np. wśród minerałów ilastych, czy inertodetrynitu lub też mogą występować w większych skupieniach.
- Kolodetrynit – macerał drobny o nieregularnych ziarnach, ale granice pomiędzy poszczególnymi ziarnami są zatarte. Ten macerał spaja inne macerały w węglu.